# 2009年4月23日伊拉克自杀式袭击
2009年4月23日伊拉克自杀式袭击是2009年4月23日同一天在伊拉克共和国首都巴格达和迪亚拉省小城米格达迪耶分别发生的两起自杀式袭击，至少76人在袭击中丧生，包括一些从伊朗来伊拉克境内朝圣的什叶派穆斯林。《洛杉矶时报》则报道说共有79人死亡。